# Ляхерт, Богдан

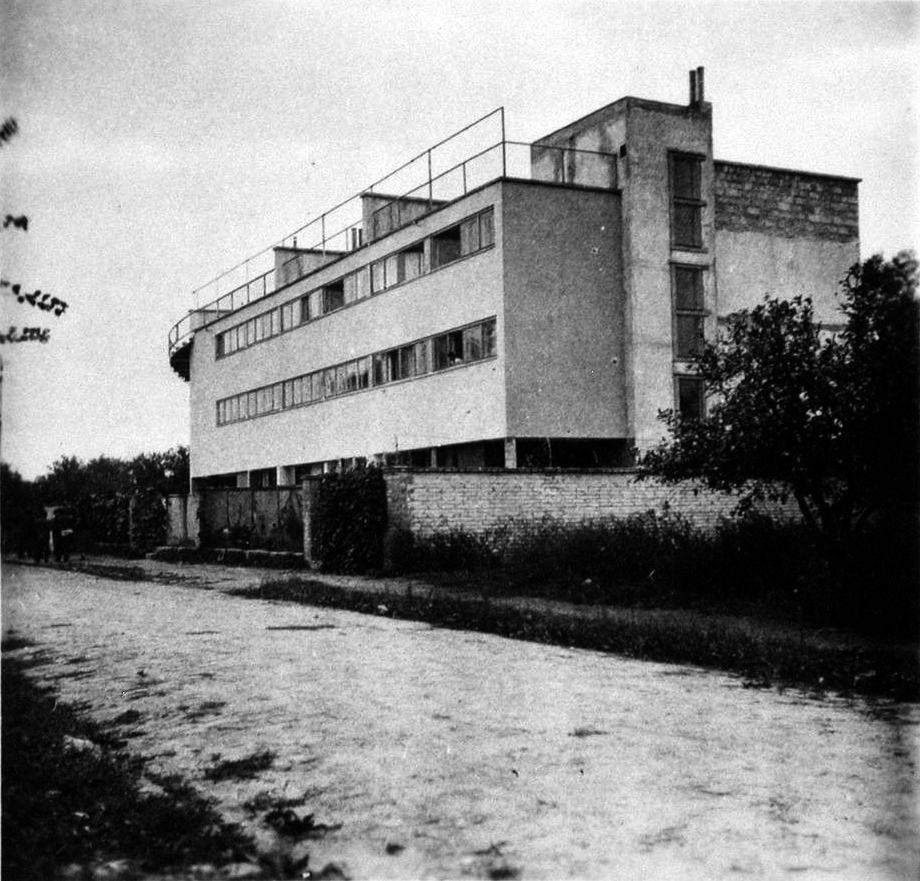
Вилла Богдана Лахерта в Варшаве, Польша, 1929 года постройки. Улица Катовицкая, 9. Дом на три семьи с садом, каждая квартира площадью 150 м2 имеет три уровня плюс террасу на крыше.

Богдан Ляхерт (1900, Москва — 1987, Варшава) — польский архитектор-модернист.

## Биография
Окончил Политехнический институт в Варшаве (1926). В 1926—1939 годах много работал вместе с Юзефом Шанайца. Член ПРП (с 1947 года) и ПОРП.
В межвоенные годы принадлежал к архитектурному авангарду II Речи Посполитой. Входил в объединение «Praesens». После Второй мировой работал в стиле неоклассицизма и соцреализма.
С 1948 года — профессор Политехнического института в Варшаве.

## Работы
- Польский павильон на всемирной выставке 1937 года в Париже (в соавторстве)
- Кладбище-мавзолей советских воинов в Варшаве
- Здание PKO в Варшаве. 1948.
- Район Муранув в Варшаве. 1948−1956.